# PixelJunk SideScroller
PixelJunk SideScroller è un videogioco sparatutto a scorrimento sviluppato dalla Q-Games per PlayStation 3 come parte della serie di videogiochi PixelJunk. È stato reso disponibile tramite PlayStation Store il 25 ottobre 2011 in America Settentrionale ed il 26 ottobre 2011 in Europa. Il videogioco è disegnato in modo tale da apparire come un videogioco che gira su un vecchio monitor vettoriale ed è basato su un livello bonus di PixelJunk Shooter 2.